# 사사키 이사오 (가수)
사사키 이사오(佐々木 功, 1942년 5월 16일 ~ )는 일본의 가수 겸 배우이다.
은하영웅전설, 우주전함 야마토, 독수리 오형제 등의 일본의 애니메이션에서 성우를 맡았다. 또, 신조인간 캐산, 비밀전대 고레인저, 재커 전격대, 특수전대 데카레인저 등의 작품에서 애니메이션 오프닝 테마곡을 맡았다. 또, 가면라이더 ZO, 오즈, 덴오, 올라이더: 렛츠 고 가면라이더, 거수특수 저스피온 시리즈에서 배우를 맡았다. 실베스터 스탤론과 크리스토퍼 리브의 더빙을 맡기도 했다.

## 영화
- 가면라이더 ZO
- 우주전함 야마토 (2010년 영화)
- 오즈, 덴오, 올라이더: 렛츠 고 가면라이더

## TV 시리즈
- 가면라이더 (드라마)
- 필살 사치인
- 태양에 짖어라
- 거수특수 저스피온
- 후루하타 닌자부로
- 아오이 도쿠가와 삼대
- 신센구미!
- 천지인 (드라마)

## TV 애니메이션
- 독수리 오형제
- 우주전함 야마토 2
- 태양의 아이 에스테반
- 밀림의 왕자 레오
- 최강무장전 삼국연의
- 현자의 제자를 자칭하는 현자

## OVA
- 은하영웅전설
- 우주전함 야마토
- 우주전함 야마토 2202: 사랑의 전사들